# Promozione Abruzzo 1982-1983
Nella stagione 1982-1983 la Promozione era sesto livello del calcio italiano (il massimo livello regionale). Qui vi sono le statistiche relative al campionato in Abruzzo.
Il campionato è strutturato in vari gironi all'italiana su base regionale, gestiti dai Comitati Regionali di competenza. Promozioni alla categoria superiore e retrocessioni in quella inferiore non erano sempre omogenee; erano quantificate all'inizio del campionato dal Comitato Regionale secondo le direttive stabilite dalla Lega Nazionale Dilettanti, ma flessibili, in relazione al numero delle società retrocesse dal Campionato Interregionale e perciò, a seconda delle varie situazioni regionali, la fine del campionato poteva avere degli spareggi sia di promozione che di retrocessione.

## Squadre partecipanti
| Club                 | Città                     |
| -------------------- | ------------------------- |
| A.C. Alba Adriatica  | Alba Adriatica (TE)       |
| U.S. Capistrello     | Capistrello (AQ)          |
| S.S. Fucense         | Trasacco (AQ)             |
| S.S. Guardiavomano   | Notaresco (TE)            |
| Pol. L'Aquila 99     | L'Aquila                  |
| Pol. Monte Velino    | Magliano dei Marsi (AQ)   |
| S.C. Montorio        | Montorio al Vomano (TE)   |
| F.C. Nereto          | Nereto (TE)               |
| A.S.C. Notaresco     | Notaresco (TE)            |
| A.S. Olimpia         | Celano (AQ)               |
| S.S. Ortigia         | Ortucchio (AQ)            |
| G.S. Paganica        | L'Aquila                  |
| U.S. Pratola Peligna | Pratola Peligna (AQ)      |
| S.P. Rosetana        | Roseto degli Abruzzi (TE) |
| S.S. Sulmona         | Sulmona (AQ)              |
| S.S. Tagliacozzo     | Tagliacozzo (AQ)          |

### Classifica finale
|  | Pos. | Squadra         | Pt | G  | V  | N  | P  | GF | GS | DR  |
|  | ---- | --------------- | -- | -- | -- | -- | -- | -- | -- | --- |
|  | 1.   | Rosetana        | 47 | 30 | 19 | 9  | 2  | 59 | 14 | +45 |
|  | 2.   | Sulmona         | 41 | 30 | 15 | 11 | 4  | 42 | 16 | +26 |
|  | 3.   | Ortygia         | 36 | 30 | 12 | 12 | 6  | 42 | 28 | +14 |
|  | 4.   | Montorio        | 36 | 30 | 13 | 10 | 7  | 32 | 25 | +7  |
|  | 5.   | Alba Adriatica  | 34 | 30 | 13 | 8  | 9  | 37 | 28 | +9  |
|  | 6.   | Notaresco       | 32 | 30 | 12 | 8  | 10 | 42 | 36 | +6  |
|  | 7.   | Olimpia Celano  | 32 | 30 | 12 | 8  | 10 | 31 | 32 | -1  |
|  | 8.   | Monte Velino    | 30 | 30 | 10 | 10 | 10 | 30 | 39 | -9  |
|  | 9.   | Nereto          | 29 | 30 | 10 | 9  | 11 | 23 | 25 | -2  |
|  | 10.  | Capistrello     | 28 | 30 | 9  | 10 | 11 | 27 | 27 | 0   |
|  | 11.  | Guardiavomano   | 26 | 30 | 10 | 6  | 14 | 27 | 30 | -3  |
|  | 12.  | Paganica        | 26 | 30 | 9  | 8  | 13 | 30 | 44 | -14 |
|  | 13.  | Tagliacozzo     | 25 | 30 | 9  | 7  | 14 | 36 | 44 | -8  |
|  | 14.  | Pratola Peligna | 25 | 30 | 8  | 9  | 13 | 32 | 48 | -16 |
|  | 15.  | Fucense         | 17 | 30 | 7  | 3  | 20 | 20 | 53 | -33 |
|  | 16.  | L'Aquila 99     | 16 | 30 | 3  | 10 | 17 | 12 | 33 | -21 |

## Squadre partecipanti
| Club                    | Città                    |
| ----------------------- | ------------------------ |
| Pol. Ate Tixa           | Atessa (CH)              |
| A.S. Casoli             | Casoli (TE)              |
| A.C. Castelfrentano     | Castel Frentano (CH)     |
| S.S. Castellamare PE 74 | Pescara                  |
| A.S. Guardiagrele       | Guardiagrele (CH)        |
| Pol. Hatria             | Atri (TE)                |
| S.S. Incoronata         | Vasto (CH)               |
| Pol. Orsogna            | Orsogna                  |
| A.C. Ortona             | Ortona (CH)              |
| A.S. Pineto             | Pineto (TE)              |
| S.S. San Franco         | Francavilla al Mare (CH) |
| U.S. Scaloriver         | Chieti (CH)              |
| S.P. Silvi              | Silvi (TE)               |
| U.S. Termoli            | Termoli (CB)             |
| A.S. Tollo              | Tollo (CH)               |
| A.C. Ursus San Donato   | Pescara                  |

### Classifica finale
|  | Pos. | Squadra              | Pt | G  | V  | N  | P  | GF | GS | DR  |
|  | ---- | -------------------- | -- | -- | -- | -- | -- | -- | -- | --- |
|  | 1.   | Pineto               | 47 | 30 | 19 | 9  | 2  | 43 | 10 | +33 |
|  | 2.   | Guardiagrele         | 47 | 30 | 19 | 9  | 2  | 47 | 20 | +27 |
|  | 3.   | Incoronata           | 45 | 30 | 19 | 7  | 4  | 55 | 21 | +34 |
|  | 4.   | Termoli              | 33 | 30 | 13 | 7  | 10 | 41 | 25 | +16 |
|  | 5.   | Hatria               | 32 | 30 | 10 | 12 | 8  | 45 | 36 | +9  |
|  | 6.   | Silvi                | 32 | 30 | 10 | 12 | 8  | 28 | 27 | +1  |
|  | 7.   | Casoli               | 30 | 30 | 11 | 8  | 11 | 27 | 32 | -5  |
|  | 8.   | Tollo                | 29 | 30 | 9  | 11 | 10 | 34 | 31 | +3  |
|  | 9.   | Scaloriver           | 28 | 30 | 9  | 10 | 11 | 41 | 36 | +5  |
|  | 10.  | Ursus San Donato     | 28 | 30 | 8  | 12 | 10 | 35 | 40 | -5  |
|  | 11.  | Ortona               | 27 | 30 | 8  | 11 | 11 | 28 | 33 | -5  |
|  | 12.  | Castellammare PE '74 | 26 | 30 | 8  | 10 | 12 | 30 | 45 | -15 |
|  | 13.  | Ate Tixa             | 25 | 30 | 8  | 9  | 13 | 29 | 35 | -6  |
|  | 14.  | San Franco           | 22 | 30 | 8  | 6  | 16 | 27 | 42 | -15 |
|  | 15.  | Castelfrentano       | 16 | 30 | 5  | 6  | 19 | 16 | 56 | -40 |
|  | 16.  | Orsogna              | 13 | 30 | 5  | 3  | 22 | 26 | 53 | -27 |

### Verdetti finali
- Spareggio per il 1º posto in classifica e promozione all'Interregionale
- a Francavilla (PE), 15 maggio 1983: Pineto-Guardiagrele 4-2.
- Il Pineto è promosso all'Interregionale.